# Avenida Portales
La Avenida Portales es una arteria vial de la ciudad de Santiago de Chile. En su trayecto pasa por las comunas de Santiago, Quinta Normal y Estación Central.
Debe su nombre a la familia Portales, que era dueña de los terrenos donde se emplazaba el "Llanito de Portales" hasta los años 1830.
Comienza en el Barrio Yungay, en la calle Cueto formando un parque con la calle Agustinas, que corre paralela a esta, hasta avenida Matucana, donde se encuentra el Parque Portales. Cruzando esta intersección, deja la comuna de Santiago para servir de límite comunal de Quinta Normal y Estación Central hasta su fin en la avenida General Velásquez. Luego de su paso por esta avenida, se angosta y cambia de nombre a Nueva Imperial.
En su trayecto se encuentra el Hospital San Juan de Dios, el Parque Quinta Normal, el Túnel Matucana, el Pabellón París, la Casa de Moneda de Chile, el estadio Marista, la Unidad Vecinal Portales y la Autopista Central.